# Collateral Murder

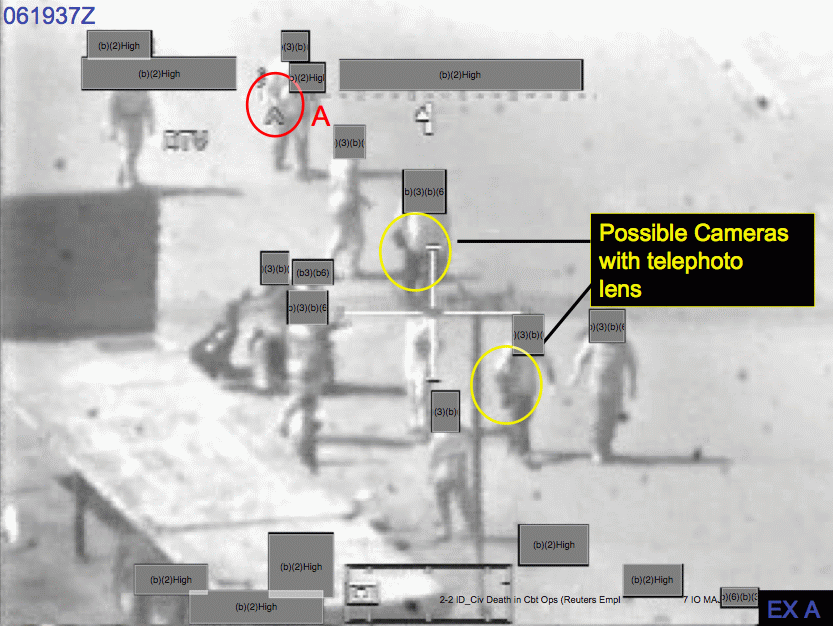
een van de beelden

Onder de naam Collateral Murder (Zijdelingse Moord) plaatste WikiLeaks op 5 april 2010 videobeelden op haar website van een Amerikaanse luchtaanval in Bagdad waarbij in eerste instantie 11 Iraakse burgers de dood vonden, onder wie 2 medewerkers van persbureau Reuters. Na een 2e aanval kwam het totaal aantal dodelijke slachtoffers op 18. Dit schietincident tijdens de bezetting van Irak vond plaats op 12 juli 2007. Reuters had eerder tevergeefs via een Amerikaanse rechter geprobeerd om in bezit te komen van deze beelden. Het schokkende beeldmateriaal is ook te zien op YouTube en veel andere websites. Een dag na publicatie op YouTube was de film al meer dan 11.000.000 keer bekeken.
De opname is gemaakt vanuit de Apache AH-64 helikopter die de burgers neerschoot, de codenaam van deze helicoper is Crazyhorse 18. De bemanning in de helikopter observeert de buurt Al-Amin al-Thaniyah in Nieuw-Bagdad, een district in oostelijk Bagdad waar op dat moment door een Combat Team (B-company) van het 2nd Combat Brigade naar wapens gezocht wordt. Wanneer deze met klein kaliber wapens onder vuur worden genomen, wordt de AH-64 ter plaatse geroepen.
Al snel krijgen de bemanningsleden van de AH-64 helikopter een groep mannen in het vizier. Een van de mannen op de grond is fotojournalist Namir Noor-Eldeen, die zonder enige vorm van pers-indicatie het gebied in is gekomen.
Gezien de groep zich dicht bij het stilstaande Combat Team bevindt en zich voor de piloten onverklaarbaar gedraagt, denken de piloten de boosdoeners gevonden te hebben.
De camera van Namir Noor-Eldeen wordt wanneer hij, schuilend achter een muurtje, een foto maakt aangezien voor een wapen. Daarnaast zijn enkele anderen in de groep, mogelijk de gidsen van de journalist, gewapend met een RPG-7 en een AK-47.
De bemanning van Crazyhorse 18 overlegt daarop met hoogstaand commando en krijgt al snel toestemming om te vuren. Als een gewonde Irakees probeert weg te kruipen zegt een van de piloten: Come on buddy. All you gotto do is pick up a weapon (Kom op maat. Het enige wat je hoeft te doen is een wapen oppakken). Als er een busje arriveert om de gewonden te helpen wordt dat ook beschoten, daarbij worden 2 kinderen ernstig verwond en hun vader gedood. Bij de 3e aanval worden 3 raketten afgevuurd op een gebouw dat daardoor volledig verwoest wordt, hierbij komen een onbekend aantal mensen om het leven, waaronder vrouwen en kinderen. David Finkel, journalist bij The Washington Post heeft verschillende scènes uit deze video beschreven in zijn boek The Good Soldiers (De goede soldaten). Toen WikiLeaks het beeldmateriaal ontving was dat gecodeerd, medewerkers van WikiLeaks slaagden er echter in om de beveiliging te kraken. WikiLeaks had 8 januari 2010 via een bericht op Twitter aangekondigd dat zij de film tegen het einde van maart zouden gaan publiceren. In hetzelfde bericht werd gevraagd om veel computerkracht om de codering te kunnen kraken.
Hoewel WikiLeaks garandeert dat hun klokkenluiders niet te achterhalen zullen zijn, werd er in verband met deze zaak toch een verdachte gearresteerd. Het ging hier om Bradley Manning (die zich in 2013 Chelsea Manning ging noemen). Manning was inlichtingenanalist bij het Amerikaanse leger en gestationeerd op legerbasis Hammer in Irak. Hij zou in chatgesprekken met Adrian Lamo zijn daad hebben opgebiecht. Lamo had zich voorgedaan als journalist en aan Manning verteld dat hun online conversatie beschermd zou worden door een Californische wet. Lamo overhandigde echter kopieën van deze gesprekken aan de Amerikaanse autoriteiten, waarna Manning eind mei 2010 in voorarrest werd genomen. Er zijn geen beschuldigingen uitgebracht tegen de bemanning van de helikopter.

## Freedom of Information
Het bestaan van de video was al jaren bekend. 25 juli 2007 was de film tijdens een off-the-record-briefing getoond aan medewerkers van Reuters. Amerikaanse officieren die het materiaal presenteerden zeiden dat Reuters een verzoek moest doen om kopieën te krijgen met een beroep op de Freedom of Information Act (vergelijkbaar met de Wet openbaarheid van bestuur), dat werd dezelfde dag nog gedaan. In juli 2008, ongeveer een jaar later, schreef Thomas Kim van Reuters aan het centrale commando van Verenigde Staten dat de nieuwsorganisatie nog steeds geen antwoord gekregen had. Een dag later werd via e-mail geantwoord dat het verzoek nog in behandeling was en dat niet kon worden overzien wanneer deze zaak zou zijn afgehandeld. Uiteindelijk werd het verzoek van Reuters definitief afgewezen.

## Reacties
- Een hoge Amerikaanse militaire functionaris heeft anoniem bevestigd dat de video van het vuurgevecht in Bagdad authentiek is.
- Het Amerikaanse leger verklaarde op de dag van de aanval dat er 11 mensen gedood waren: 9 opstandelingen en 2 burgers. Tevens condoleerde het commando de familie van de burgerslachtoffers.
- Volgens WikiLeaks gaat het hier om oorlogsmisdaden, er wordt immers geschoten op gewonden en personen die de gewonden willen helpen, dit is in strijd met de Conventie van Genève.
- Daniel Ellsberg, de klokkenluider van de Pentagon Papers, zei dat Chelsea Manning een held is als zij inderdaad het lek is van deze videobeelden.
- Mensenrechtenactiviste Joan Smith stelde in een artikel in The Independent dat het gevecht een spel was voor de helikopterbemanning.
- Rop Gonggrijp, oprichter van internetprovider XS4ALL, wordt op de aftiteling van de video genoemd als co-producer. Op zijn blog schreef Gonggrijp dat we mededelingen van militaire officials in onberispelijke uniformen nooit zomaar voor zoete koek moeten aannemen, zeker niet als ze het hebben over minor collateral damage, oftewel: geringe nevenschade.
- Süddeutsche Zeitung schreef: Niets in de beelden suggereert dat de slachtoffers terroristen of opstandelingen zijn.